# Запаљење
Запаљење, инфламација, (лат. inflammatio - „запалити“) је збир морфолошких и биохемијских реакција везивног ткива и крвних судова, односно биолошки одговор организама који се надовезује на примарну промену изазвану оштећењима ткива штетним материјама, као што су патогени, мртве ћелије или друге иритирајуће материје (нпр. токсини),. Запаљење подразумева прогресивне промене које се одигравају у оштећеном ткиву, почев од тренутка првобитне повреде до коначног излечења. Према томе, запаљење је процес, а не стање. Основни циљ ове реакције је заштита организма, односно покушај да се уклони штетна материја и да се започне процес оздрављења ткива. Упална реакција је локална реакција, илити процес који се одиграва у једној ограниченој области. Зато запаљење никада не може истовремено да захвати читаво тело. Ако нпр. неки токсин захвати читаво тело, тада настаје општи телесни одговор, који обухвата нервну и хуморалну реакцију развојем знатних метаболичких поремећаја.
| Српски | Латински        |
| --- | --------------- |
| Црвенило | Rubor*          |
| Оток | Tumor*          |
| Топлота | Calor*          |
| Бол | Dolor*          |
| Губитак функције | Functio laesa** |
| Присутан најмање један од основних знакова запаљења* Ово су оригинални, или „главни знаци“ запаљења.* Губитак функције је један од могућих, али не и карактеристичан знак** |                 |

## Терминологија
Инфламација (запаљење) и инфекција нису синоними; инфекција је изазвана страним патогеном, док је инфламација реакција на спољашњи или унутрашњи стимуланс.
Запаљење или инфламација је одговор организма на ендогене и егзогене ноксе који се испољава:
- променама на локалном васкуларно-ткивном апарату
- мобилизацијом ћелија инфламације
- стварањем медијатора инфламације
- системском реакцијом

Појава запаљења у неком ткиву или органу се означава наставком »— itis«. Она се додаје обично грчком корену назива органа или дела органа, као што су на пример термини; лат. meningitis, hepatitis, nefritis, apendicitis, enteritis итд. Изузетак је пнеумонија, која се додуше у америчкој литератури изговара „pneumonitis“.
Подела запаљења извршена је према трајању поремећаја на:
- перакутно, акутно и субакутно запаљење, које траје сатима или данима и
- хронично запаљење, које траје недељама и месецима.

Запаљење може бити секундарно или прогредијентно због немогућности елиминације ноксе, због слабости имунског система или аутоимуне болести

## Етиологија
Запаљење представља реакцију на оштећење ћелије. Оно може бити изазвано разноврсним чиниоцима, као узроцима запаљењског процеса. Ту спадају пре свега
- Живи организми или микроорганизми (бактерије, вируси, гљивице, протозое, црви, инсекти)
- Токсични агенси, хемијски отрови су веома бројни, при чему многи од њих представљају опште цитоплазматске отрове (корозивне киселине, базе, фенол)
- Механички агенси (тупи и оштри)
- Дејство топлоте (опекотине, смрзотине)
- Радијација (јонизујуће зрачење)
- Страна тела (страна тела, прљавштина, сплинтови)
- Ендогени токсини (уремија)
- Тумори
- Некротизирајући агенси, проузроковани било чиме. За разлику од хемијских дејствују више селективно изазивајући више оштећења појединих врста ткива (нпр. сублимат, узрокује некрозу апитела бубрежних каналића). Недостатак хормона који специфично делују (нпр на таргет ћелије) може изазвати некрозу ћелија која се нпр среће у физиолошкој месечној некрози ендометријума после престанка секреције прогестерона.
- Имунолошке реакције (реакција хиперсензибилитета)
- Оштећења изазвана поремећајем снабдевања крвљу (нпр запаљење настало око раног инфаркта).

## Карактеристике акутног запаљења
Још пре неколико хиљада година (Celsus, 30. п. н. е. до 38. п. н. е) је запазио карактеристичне знаке акутног запаљења и означио их као;
Црвенило (лат. rubor)
Црвенило је последица хиперемије. Центар потпуно развијеног запаљењског огњишта има тамно црвену боју, због успорене крвне струје и јачег одузимања кисеоника. Ивични делови су светлоцрвени јер је овде бржа циркулација крви, услед мањег оштећења ткива. Како се обично види само ивична зона, а не и центар запаљењског огњишта, област запаљења изгледа светало црвено.
Оток (лат. tumor)
Настаје због повећања количине крви, као и нагомилавања течности и ћелија односно ексудата у ткиву.
Повишење локалне температуре (лат. calor)
Објашњава се активном хиперемијом. Ова промена се јавља само у оним подручјима која су ближе површини тела (кожа, лице, уши, прсти ...) чија је температура нормално испод температуре крви. Што значи да сам запаљењски процес на повећава значајније температуру ткива.
Бол (лат. dolor)
Бол проузрокује притисак ексудата на нерве и оштећењем нерава узрочником, пре свега бактеријским токсинима, као и повећаним ацидитетом (киселошћу) ткива посредством ексудације, нагомилавањем јона калијума због алтернативних процеса и присуством хемијских медијатора запаљења, као 5-хидрокситриптамина и брадикинина.
Губитак функције (лат. functio laesa)
Напред наведеним променама губитак функције као пети знак додао је (Гален, 130. до 200.). Код покретљивих органа губитак функције је најизраженији, због надражаја и оштећења нервних влакана у области запаљења. Како покрети тела изазивају надражај сензибилисаних нерава и узрокују болове, долази до свесног или несвесног избегавања покрета. Смањење функције у паренхиматозним органима, очигледно је проузроковано поремећајем метаболизма ћелија паренхима, при чему важну улогу имају распадни продукти беланчевина, кисели метаболити и токсини бактерија.
Разумевање биолошких промена које чине основу ових симптома захтевао је детаљна микроскопска посматрања, за која велику заслугу има пионирски рад (Cohnheima, 1882). Главна карактеристика акутног запаљења које је он описао у ткиву језика и пловне кожице жабе, потпуно одговара запаљењским процесима у многим различитим ситуацијама код човека.
Микроскопске промене у запаљењу
| Дилатација крвних судова | Повећана пропустљивост крвних судова | Емиграција леукоцита из крвних судова |
| --- | --- | --- |
| Дилатација крвних судова у оштећеном подручју условљава прво повећан проток крви, мада временом губитак течности из крви доводи до прогресивне редукције њеног струјања. | Повећана пропустљивост зида крвних судова у току запаљења узрокује накупљање течности богате протеинима, тзв запаљењског ексудата у екстраваскуларном простору. | Емиграција леукоцита из крвних судова у ексудат, чему претходи њихово накупљање дуж унутрашњих површина васкуларног зида (маргинација), обавља се се између ендотелних ћелија, а затим амебоидних кретањем кроз екстравскуларни простор према месту повреде. |

Акутно запаљење је у основи васкуларни феномен и све промене које се јављају, укључујући маргинацију и емиграцију леукоцита су последица примарних васкуларних реакција.

## Временски ток акутног запаљења
У временском току акутног запаљења могу се разликовати; иницијална фаза (0) која може претходити првој и другој фази (1,2);
Иницијална фаза
Ово је предфаза која се догађа одмах након дејства агенса и карактерише се пролазном вазоконстрикцијом артериола. Она је претежно неурогено условљена и за даљи ток запаљења има мали значаја.
Прва фаза (рана фаза)
Настаје три до пет минута после оштећења, Свој максимум достиже после 5 до 10 минута и затим перзистира. За њу је карактеристична хиперемија, као и повећана пропустљивост крвних судова са ексудацијом.
Друга фаза (позна фаза)
Почиње након 30 минута, достиже максимунм кроз 3 до 4 часа, а затим се полако повлачи и после 6 до 8 часова престаје. Карактеристика ове фазе је такође хиперемија и ексудација, која је удружена са емиграцијом леукоцита.
Процес ексудације је присутан у обе фазе запаљења али је изазван различитим врстама медијатора.
Од напред наведеног тока (фаза) запаљења, има и одступања и изузетака. Тако нпр; код тешких оштећења прва и друга фаза се преплићу, врло лака оштећења узрокују понекад само рану реакцију (прву фазу), док неки агенси (нпр ултравиолетно или јонизујуће зрачење, токсини неких бактерија) не изазивају никакву рану реакцију и манифестују се тек неколико часова после оштећења (после латентног периода).

## Ћелије у запаљењској реакцији
У запаљењу важну улогу играју четири врсте леукоцита; сви типови гранулоцита, моноцита, лимфоцити и плазмоцити. Сем тога, реагују и локалне ћелије мезенхима, као хистоцити, фибробласти, ендотел капилара и њима слични елементи РХС-а. Све ове ћелије испуњавају одређене задатке, при чему њихова појава у одређеном тренутку подлеже карактеристичним правилностима.

### Излажење леукоцита из крвних судова и њихово кретање у ткиво
Већ при нормалним условима бели елементи и то полиморфонуклеарни леукоцити и моноцити напуштају најмање крвне судове и прелазе у околно ткиво, при чему се ова појава среће нарочито у кожи и цревном тракту (тзв. физиолошко запаљење). Код запаљењске реакције емиграција у ткиво је појачана и утолико је јача што је оштећење ткива теже. Излажење леукоцита из крвних судова и њихово накупљање у области запаљења су важни одбрамбени механизми организма, који служе за уништење штетног агенса и одстрањивање делова уништеног ткива.

## Промене интерстицијалних делова везивног ткива
Неки микроорганизми (стрептококе, клостридије) могу путем лучења хијарунодизе јако да растресу колаген и основну супстанцу. На овај начин микроорганизми лакше продиру кроз везивно ткиво. Колагена влакна у основној супстанци бубре и омекшавају, што прати и промена њихових тинкторијалних својстава.
Ове промене су реверзибилне, уколико штетни агенс није сувише дуго деловао и уколико настаје брза репарација. У једном низу обољења, нарочито код реуматизма и реуматоидног артритиса, везивно ткиво бива поновљено и континуирано оштећено. Тада долази до једне карактеристичне промене колагена (деполимеризација) и основне супстанце, са појавом фибриноидне дегенерације, односно фибриноиден некрозе везивног ткива.

## Хемијски посредници (медијатори) запаљења
Хемијски посредници запаљења су супстанце које су често и широко распрострањене у читавом организму, а луче се или активирају локално на месту запаљења. Оне могу деловати посредно или непосредно на крвне судове или показивати хемотактичне особине у односу на леукоците. После лучења постоји тенденција да се брзо локално инактивишу, што представља карактеристику која је важна у контроли запаљења.
Поред тога многе од ових супстанци су повезане серијом интеракција које теже да појачају њихове ефекте на начин означен термином »позитивна спрега«. Контрола је према томе, значајан аспект запаљења, у смислу ограничавања њихових реакција и спречавања спонтаних активација флогистичких фактора који нису неопходни. Уколико ова контрола откаже, јављају се извесна патолошка стања.
Активности медијаторских посредника у запаљењу
| Активности                    | Медијатори* |
| ----------------------------- | --- |
| Вазодилатација                | Хистамин, серотонин, брадикинин, C3a, C5a, LTC4, LTD4, PGI2, PGE2, PGD2, PGF2, Хегаманов фактор, киноноген фрагмент, фибринопептидеза |
| Вазоконстрикција              | TXA2, LTB4, LTC4, LTD4, C5a |
| Контракција глатких мишића    | C3a, C5a, хистамин, LTB4, LTC4, LTD4, TXA2, серотонин, PAF, брадикинин                                                                |
| Дегранулација масних ћелија   | C5a, C3a |
| Пролиферација матичних ћелија | IL-3, G-CSF, GM-CSF, M-CSF |
| Хемотакса                     | C5a, LTB4, IL-8, PAF, 5-HETE, хистамин, остали                                                                                        |
| Издвајање зрнаца лизозома     | C5a, IL-8, PAF |
| Фагоцитоза                    | C3b, iC3b |
| Агрегација тромбоцита         | TXA2, PAF |
| Лепљивост ендотелних ћелија   | IL-1, TNF-α, LTB4 |
| Формирање гранулома           | IL-1, TNF-α |
| Бол                           | PGE2, брадикинин, хистамин, серотонин                                                                                                 |
| Грозница                      | IL-1, IL-6, TNF-α, PGE2 |

*C = комплементи, LT = леукотриен, PG = простагландин, TX = тромбоксан, PAF = фактор активирања тромбоцита,
IL = интерлеукин, CSF = стимулативни фактор колонија, HETE = hydroxyeicosatetranoate, TNF = фактор туморске некрозе

## Утицаји на ток запаљења
Упркос основних законитости у току запаљењењске реакције, низ фактора може да модификује морфолошку слику, обим оштећења ткива и последице с једне стране, особина, количине и дужине трајања дејства штетног агенса, док су с друге, од значаја реактивне способности и одбрамбене снаге погођеног организма.

## Подела запаљења
Класификација различитих варијанти запаљења извршена је према следећим критеријумима;
Трајање запаљењске реакције (акутно и хронично запаљење)
- Перакутно запаљење, је акутно запаљење које има муњевити (фудројантан) ток, доводећи, при томе, за кратко време до најтежих разарања ткива, а често се завршава и смртно.
- Акутно запаљење
- Хронично запаљење

Степену тежине акутног запаљења, (што се одражава у типу ексудата, локализацији огњишта запаљења и етиологији овог патолошког процеса)

## Исход запаљења
Исход запаљења (акутног запаљења) у одређеним условима најчешће ће бити одређена специфичношћу ткива у којима је дошло до повреде и патогености (или вируленције) штетних агенаса који је то запаљење изазивају. Зато су могући следећи исходи запаљења:
Резолуција
Потпуна обнова запаљеног ткива и његов повратак у нормално стање. Инфламаторни процеси као што су вазодилатација, стварање хемијска продуката, и леукоцита и инфилтрација ће престати, а оштећене ћелије паренхима се регенеришу. У ситуацијама ограниче или краткотрајне инфламације ово је обично најчешћи исход .
Фиброза
Велики обим уништења или оштећења у ткивима није у стању да се регенерише, и тај део тела не може бити у потпуности обновљен. Зато се јављају фиброзни ожиљци у оштећеним областима, који су примарно састављени од ћелија нефункционалног везивног ткива (колагена). Како ожиљак неће садржати специјализоване структура, као што су паренхимске ћелија, настаје и функционално оштећење.
Овај процес се дешава у оквиру развоја гранулационог ткива и формирања нових крвних судова и петљи ЕЦМ, који се почетно формирају на почетку репарације. У формирању ожиљка улогу имају следећа три процеса;
- миграција и пролиферација фибробласта на месту оштећења,
- депозиција ЕМЦ,
- ремоделирање ткива.

Гнојење (формирање апсцеса)
Као једна од могућности јавља се формирање гнојне колекције која се организује у шупљини апсцес. Апсцесна шупљина је запаљењском мембраном ограничен простор испуњен гнојним садржајем, непрозирном течношћу која садржи мртве леукоците, бактерије и остатке из уништених ћелија.
Хронично запаљење
Ако акутна инфламација, под дејством штетних агенаса и даље перзистира она прелази у хронично запаљење. Овај процес, карактерише се дугим трајањем инфламације који је некада и више дана, месеци или чак година, и веома често доводи до формирања хроничних рана. Хронично запаљење се карактерише доминантан присуством макрофага у оштећеном ткиву. Ове ћелије су моћни одбрамбени системи тела, али створени токсини који се у тим оштећењима продукују (укључујући и реактивне врсте кисеоника) наносе штету сопственим ткивима организма и погодују даљој инвазији агенаса. Сходно томе, хронично запаљење је скоро увек праћено уништењем ткива.
Неки од фактора који могу имати утицај на исход запаљења
| Локални фактори                   | Системски фактори                                                                              |
| --------------------------------- | ---------------------------------------------------------------------------------------------- |
| Снабдевање крвотоком              | Старост (животна доб)                                                                          |
| Денервација                       | Гојазност                                                                                      |
| Локална инфекција                 | Малнутриција                                                                                   |
| Страно тело                       | Метаболички поремећаји                                                                         |
| Хематом                           | Анемија                                                                                        |
| Механички стрес                   | Системска инфекција, повишена температура                                                      |
| Некротичко ткиво                  | Траума, хиповолемија, хипоксија                                                                |
| Хируршка техника Заштита (завоји) | Генетички поремећаји (osteoagenesis imperfecta, Ehlers-Danlos-ovi sindromi, Marfan-ov sindrom) |
| Тип ткива                         | Тумори                                                                                         |
|                                   | Лекови (стероиди, токсичне супстанце, интензивно лечење антибиотицима)                         |

## Номенклатура запаљења
У номенклатури медицинских назива запаљења органа у телу који на крају назива носе латински суфикс -итис, са изузетаком, нпр, упале плућа, (pneumonia). Најчешће коришћени називи у пракси су:
- Запаљење желуца (gastriitis )
- Запаљење десни (gingiviitis)
- Пародонтопатија (periodontitis )
- Уретритис (uretritis)
- Запаљење ждрела (pharyngitis )
- Запаљење крајника (tonslopharyngitis )
- Запаљење тестиса (orchitis)
- Запаљење гркљана (laryngitis)
- Запаљење материце (endometritis)
- Запаљење бубрега (nephritis)
- Запаљење покоснице (periostitis )
- Запаљење плућне марамице (pleuritis)
- Запаљење можданица (meningitis)
- Перикардитис (pericarditis)
- Бронхитис (bronchitis)
- Перитонитис (peritonitis)
- Запаљење бешике (cystitis)
- Холециститис (cholecystitis)
- Запаљење вагине (vaginitis, colpitis)
- Запаљење аднекса (adnexitis)
- Конјунктивитис (conjunctivitis)
- Маститис (mastitis)
- Запаљење тетива (tendinitis)
- Панкреатитис (pancreatitis)
- Запаљење средњег ува (otitis media)
- Запаљење јетре (hepatitis)
- Лимфаденитис (lymphadenitis)
- Запаљење слепог црева (apendicitis)
- Синузитис (sinusitis)
- Васкулитис (vasculitis)
- Облитерирајући артеритис (thrombangitis obliterans)
- Запаљење лимфних судова (lymphangitis )
- Запаљење зглобова (arthritis )